# قلعة قهقة
قلعة قهقة هي قلعة تاريخية تعود إلى عصر ساسانيون، وتقع في مقاطعة راور.